# Bồ cu vẽ
Bồ cu vẽ hay dé Bắc Bộ (danh pháp: Breynia tonkinensis) là một loài thực vật có hoa trong họ Diệp hạ châu. Loài này được Beille mô tả khoa học đầu tiên năm 1927.